# 网面虫属
网面虫属（学名：Retifacies）是节肢动物门的一属。纲、目和科的地位未定。

## 下属物种
本属包括以下物种：
- 异形网面虫 Retifacies abnormalis （化石发现于澄江生物群、马龙生物群[來源請求]）